# 黃向墨
黃向墨（1969年—），原名黃暢然，是中國潮州出身的香港企業家，亦是第九屆九龍社團聯會34位榮譽會長之一。
2006年創立香港玉湖發展有限公司並成立深圳市玉湖投資集團，於香港、廣東、四川及澳洲等地投資房地產業、水電開發、農產品市場經營、貿易物流、礦業和物業管理等行業，2010年成立揭陽市揭東區感恩慈善會社會團體並任會長，2011年與家人移居澳大利亞（後兒女取得澳洲公民身分），2014年出任悉尼科技大學澳大利亞-中國關係研究院（ACRI）學院第一屆董事會主席，2019年2月遭澳洲政府駁回其申請公民、撤銷其永久居留簽證並禁止入境。2021年，黃向墨以「黃暢然」的原名參選2021年香港選舉委員會界別分組選舉第三界別基層社團界別選委，並自動當選。

## 爭議
澳洲有媒體指控他與中國共產黨政府有密切關係，但報道其後澄清這些指控沒有證據證明。黃向墨在相關聲明中，亦曾明確反駁有關指控。2019年2月，他遭澳洲政府撤銷其永久居留簽證並禁止入境的消息曝光後，引起澳洲媒體大幅報導，報導焦點包括澳洲安全情報組織（ASIO）指他是中國干預澳洲政治的代理人；2021年10月，雪梨晨驅報（Sydney Morning Herald）及墨爾本世紀報（The Age）報導黃向墨已獲選為香港選舉委員會成員，香港選舉委員會成員必須通過中國安全部門審查，政治立場上必須為親共人士。